# Хелили, Софьян
Софьян Хелили (фр. Sofiane Khelili; 9 декабря 1989, Эль-Харраш, Алжир) — алжирский футболист, играющий на позиции защитника, игрок клуба «Аль-Наср» (Бенгази).

## Карьера
Родился в городе Эль-Харраш в 1989 году. Заниматься футболом Софьян начал в клубе «НА Хуссейн Дей», из города с одноименным названием. 22 января 2011 года покинул «Хуссей-Дей» и перешёл в «Кабилия» за 6 миллионов алжирских динаров, а 4 марта того же года дебютировал за команду, сыграв в кубке Алжира в матче против «Мостагенема». Он вышел на замену на 89-й минуте, а его клуб победил со счётом 1:0.